# Підводні човни проєкту 690 «Кефаль»
| Дизельні підводні човни проєкту 690 особливого призначення | Дизельні підводні човни проєкту 690 особливого призначення     | Дизельні підводні човни проєкту 690 особливого призначення     |
| ---------------------------------------------------------- | -------------------------------------------------------------- | -------------------------------------------------------------- |
|                                                            |                                                                |                                                                |
|                                                            |                                                                |                                                                |
|                                                            |                                                                |                                                                |
| Під прапором                                               | СРСР, Росія                                                    | СРСР, Росія                                                    |
| Проєкт                                                     |                                                                |                                                                |
| Тип ПЧ                                                     | Середній ДПЧ особливого призначення                            | Середній ДПЧ особливого призначення                            |
| Головний конструктор                                       | Є. В. Крилов                                                   | Є. В. Крилов                                                   |
| Класифікація НАТО                                          | Bravo                                                          | Bravo                                                          |
| Вартість                                                   | 17 625 млн руб (1967 рік)                                      | 17 625 млн руб (1967 рік)                                      |
| Основні характеристики                                     |                                                                |                                                                |
| Швидкість (надводна)                                       | 12 вуз.                                                        | 12 вуз.                                                        |
| Швидкість (підводна)                                       | 18 вуз.                                                        | 18 вуз.                                                        |
| Робоча глибина занурення                                   | 300 м                                                          | 300 м                                                          |
| Автономність плавання                                      | 15 діб                                                         | 15 діб                                                         |
| Екіпаж                                                     | 33 (6 офіцерів, 27 старшин і матросів)                         | 33 (6 офіцерів, 27 старшин і матросів)                         |
| Розміри                                                    |                                                                |                                                                |
| Довжина найбільша (по КВЛ)                                 | 53,4 м                                                         | 53,4 м                                                         |
| Ширина корпусу найб.                                       | 7,2 м                                                          | 7,2 м                                                          |
| Озброєння                                                  |                                                                |                                                                |
| Торпедно- мінне озброєння                                  | 1 ТА калібру 533 мм, 6 торпед, 1 ТА калібру 400 мм, 4 торпеди. | 1 ТА калібру 533 мм, 6 торпед, 1 ТА калібру 400 мм, 4 торпеди. |

Підводні човни проєкту 690 «Кефаль» (англ. Bravo за класифікацією НАТО) — серія радянських підводних човнів, побудованих в 1967—1970 роках. Головний конструктор проєкту — Є. В. Крилов. Головне призначення човнів — участь в протичовнових навчаннях як човнів-мішеней, але окрім цього могли також використовуватися як бойові кораблі. Човни здатні були витримувати попадання реактивних глибинних бомб і холостих торпед.

## Озброєння
Човни озброєні одним ТА калібру 533 мм, 6 торпед, і одним апаратом калібру 400 мм, 4 торпеди.

## Представники
Усього по проєкту 690 було побудовано чотири підводних човна, всі вони зійшли зі стапелів Заводу № 199 імені Ленінського Комсомолу, Комсомольськ-на-Амурі.
| Назва         | Заводський номер | Закладений        | Спущений на воду | Переданий флоту | Статус |
| ------------- | ---------------- | ----------------- | ---------------- | --------------- | --- |
| С-368, СС-368 | 190              | 20 вересня 1966   | 3 вересня 1967   | 31 грудня 1967  | Служив на ТОФ до 1992 року, в 1994 році проданий до Південної Кореї як металобрухт (разом з ТАВКР «Новоросійськ» і ТАВКР «Мінськ») |
| С-226, СС-226 | 191              | 7 січня 1967      | 24 травня 1968   | грудень 1968    | Служив на ЧФ до 1997 року. Стояв у Південній бухті Севастополя, в 2008 році порізаний на метал в Інкермані. |
| С-256, СС-256 | 192              | 24 листопада 1967 | 28 вересня 1968  | грудень 1968    | До 1991 року служив на СФ, до 1997 року — на ЧФ. У 1999 році відбуксирований в Очаків на утилізацію. |
| С-310, СС-310 | 193              | 25 квітня 1969    | 10 липня 1970    | 31 жовтня 1970  | До 1977 року служив на ТОФ, до 1997 року — на ЧФ. В 1999 році переданий Україні, планувалося переобладнати в музей, пізніше — в ресторан. На 2014 рік: стоїть на території Херсонського судноремонтного заводу, напівзатоплений, частина деталей розкрадена на металобрухт, роботи не ведуться. |